# Корале Альпина Савонезе
Корале Альпина Савонезе (итал. Corale Alpina Savonese) — мужской а капелла хор, основанный в городе Савона (Италия) осенью 1949 года. С 1987 года его руководителем является Эудженио Алипеде.

## История
Хор основан в ноябре 1949 года группой университетских студентов, влюблённых в традиционное хоровое пение горных районов. Начиная с 1951 года хор выступает перед публикой, сначала на местном уровне, а впоследствии и на национальном и международном уровнях.
Хор принимал участие в различных певческих конкурсах и фестивалях, занимая почётные места и получая хорошие отзывы.
В 1978 году «Альпина Савонезе» организовывает в Савона в театре Габриэлло Кьябрера фестиваль хорового пения. В разные годы здесь выступили известные хоры, такие как «I Crodaioli» («Кродайоли») из города Арциньяно (провинция Виченца) под управлением Бепи де Марци, автора произведения «Signore delle Cime» («Господин вершин»), переведённого на многие языки, а также хор «Brigata Alpina Taurinense» («Бригада Альпина Тауриненсе»).
За границей хор выступает с 1969 года. Первое выступление прошло во Франция в Гренобль, а также в замке «Château du Duc de Lesdiguières» в Визилле. С 1983 года «Альпина Савонезе» выступила 6 раз (в 1983, 1988, 1989, 1993, 1997 и 2002 г.г). в Германии в Шварцвальде в городе-побратиме Савоны Виллинген-Швеннингене . В 1985 хор выступил в целой серии концертов в Германии в городе Ройтлинген.
В мае 2006 года в качестве гостя французского хора «La Clè de Chants» «Альпина Савонезе» выступила в Кафедральном соборе в Оранж во Франция.
Хор принял участие в многочисленных национальных и международных фестивалях. Среди последних — выступление на международном фестивале «Singen in den Bergen» в Вольфсберг (Каринтия) в Австрии в 2003 году, а также участие в 2005 и 2006 годах в восьмом и девятом Международном хоровом фестивале (англ. International Choir Festival) в Пустерталь, где выступают хоровые коллективы со всего мира.
Стоит отметить некоторые из выступлений, приуроченных к особым случаям: в 1960 году в городе Империя (город) (Италия) в честь покорителя вершины К2 Акилле Компаньоли, а также в 1972 года в городе Савона (Италия) на борту Эскадренный миноносец «Intrepido» ВМФ Италии в честь вручения боевого знамени.

## Репертуар
В репертуар хора входят традиционные произведения горных местностей, народные песни, переработки известных песен, музыкальные произведения авторов области Лигурия, как почти забытые, так и популярные и сегодня, а также церковные произведения.

## Дискография
Хор записал две грампластинки, одну аудиокассету и один компакт-диск:
1996 г. — компакт-диск «Corale Alpina Savonese»
1981 г. — грампластинка «Da i munti al mare» («С гор к морю»).
В настоящее время хор работает над новым сборником песен, который увидит свет уже в текущем 2008 году.

## Публикации
1999 г. — «С 1949 — 50 лет истории» — книга в честь 50-й годовщины основания хора.
1989 г. — «Династия …. 40 — Хор Альпина Савонезе 1949—1989»